# Igor Sysoev
 (mai 2021).
Igor Sysoev (en russe : Игорь Владимирович Сысоев), né le 28 septembre 1970 à Almaty, Kazakhstan, est le concepteur et principal développeur de nginx, le serveur web le plus utilisé au monde en avril 2019 et le plus utilisé parmi les 1 000 sites les plus actifs en avril 2014, qui permet également de jouer le rôle de mandataire inverse ou proxy imap.

## Biographie
Igor Sysoev est né à Almaty, Kazakhstan (URSS à cette époque) où il grandit.
Il est diplômé de l'Université technique d'État de Moscou-Bauman en 1994. Depuis ses études, il vit à Moscou.
Il a commencé à développer le serveur nginx en 2002 pour Rambler, un site russe à forte audience. Aujourd'hui son serveur est l'un des plus populaires au monde. Il sert à héberger des sites à visée internationale tels que WordPress, GitHub ou SourceForge.
Il fonde en 2011 la société NGINX, Inc. vivant du support de Nginx.